# Comuna Dumbrava, Timiș
Dumbrava (maghiară Igazfalva) este o comună în județul Timiș, Banat, România, formată din satele Bucovăț, Dumbrava (reședința) și Răchita.

## Administrație și politică
Comuna Dumbrava este administrată de un primar și un consiliu local compus din 11 consilieri. Primarul, Cristian Olariu[*], de la Partidul Național Liberal, este în funcție din 1 noiembrie 2024. Începând cu alegerile locale din 2024, consiliul local are următoarea componență pe partide politice:
|  | Partid                                 | Consilieri | Componența Consiliului | Componența Consiliului | Componența Consiliului | Componența Consiliului |
|  | -------------------------------------- | ---------- | ---------------------- | ---------------------- | ---------------------- | ---------------------- |
|  | Partidul Social Democrat               | 4          |                        |                        |                        |                        |
|  | Partidul Național Liberal              | 3          |                        |                        |                        |                        |
|  | Uniunea Democrată Maghiară din România | 2          |                        |                        |                        |                        |
|  | Alianța pentru Unirea Românilor        | 1          |                        |                        |                        |                        |
|  | Alianța Dreapta Unită                  | 1          |                        |                        |                        |                        |

2012
Primarul comunei, Ioan Ihasz (Dumbrava), face parte din UDMR, iar viceprimarul Petru Gherghina (Bucovăț) este independent. Consiliul Local este constituit din 11 consilieri, împărțiți astfel:
|  | Partid                                      | Consilieri | Componența | Componența | Componența | Componența | Componența | Componența |
|  | ------------------------------------------- | ---------- | ---------- | ---------- | ---------- | ---------- | ---------- | ---------- |
|  | Partidul Democrat Liberal                   | 3          |            |            |            |            |            |            |
|  | Uniunea Democrată Maghiară din România      | 2          |            |            |            |            |            |            |
|  | Partidul Social Democrat*                   | 1          |            |            |            |            |            |            |
|  | Partidul Național Liberal*                  | 1          |            |            |            |            |            |            |
|  | Partidul Poporului - Dan Diaconescu         | 1          |            |            |            |            |            |            |
|  | Uniunea Națională pentru Progresul României | 1          |            |            |            |            |            |            |
|  | Partidul Noua Generație - Creștin Democrat  | 1          |            |            |            |            |            |            |
|  | Independenți                                | 1          |            |            |            |            |            |            |

* fac parte din Uniunea Social-Liberală (USL)
| 2008 |                                             |            |            |            |            |            |            |            |
| Primar: Ioan Ihasz (Dumbrava), UDMR Viceprimar: Petru Gherghina (Bucovăț), PDL \| \| Partid[6] \| Consilieri \| Componența \| Componența \| Componența \| Componența \| Componența \| Componența \| \| \| ------------------------------------------- \| ---------- \| ---------- \| ---------- \| ---------- \| ---------- \| ---------- \| ---------- \| \| \| Partidul Democrat Liberal \| 3 \| \| \| \| \| \| \| \| \| Uniunea Democrată Maghiară din România \| 3 \| \| \| \| \| \| \| \| \| Partidul Social Democrat \| 2 \| \| \| \| \| \| \| \| \| Partidul Național Țărănesc Creștin Democrat \| 2 \| \| \| \| \| \| \| \| \| Independenți \| 1 \| \| \| \| \| \| \| |                                             |            |            |            |            |            |            |            |
| | Partid                                      | Consilieri | Componența | Componența | Componența | Componența | Componența | Componența |
| --- | ------------------------------------------- | ---------- | ---------- | ---------- | ---------- | ---------- | ---------- | ---------- |
| | Partidul Democrat Liberal                   | 3          |            |            |            |            |            |            |
| | Uniunea Democrată Maghiară din România      | 3          |            |            |            |            |            |            |
| | Partidul Social Democrat                    | 2          |            |            |            |            |            |            |
| | Partidul Național Țărănesc Creștin Democrat | 2          |            |            |            |            |            |            |
| | Independenți                                | 1          |            |            |            |            |            |            |

| 2004 |                                             |            |            |            |            |            |            |            |
| Primar: Ioan Ihasz (Dumbrava), UDMR Viceprimar: Petru Gherghina (Bucovăț), PD \| \| Partid \| Consilieri \| Componența \| Componența \| Componența \| Componența \| Componența \| Componența \| \| \| ------------------------------------------- \| ---------- \| ---------- \| ---------- \| ---------- \| ---------- \| ---------- \| ---------- \| \| \| Partidul Democrat \| 3 \| \| \| \| \| \| \| \| \| Uniunea Democrată Maghiară din România \| 3 \| \| \| \| \| \| \| \| \| Partidul Social Democrat \| 2 \| \| \| \| \| \| \| \| \| Partidul Național Liberal \| 1 \| \| \| \| \| \| \| \| \| Partidul România Mare \| 1 \| \| \| \| \| \| \| \| \| Partidul Național Țărănesc Creștin Democrat \| 1 \| \| \| \| \| \| \| |                                             |            |            |            |            |            |            |            |
| | Partid                                      | Consilieri | Componența | Componența | Componența | Componența | Componența | Componența |
| --- | ------------------------------------------- | ---------- | ---------- | ---------- | ---------- | ---------- | ---------- | ---------- |
| | Partidul Democrat                           | 3          |            |            |            |            |            |            |
| | Uniunea Democrată Maghiară din România      | 3          |            |            |            |            |            |            |
| | Partidul Social Democrat                    | 2          |            |            |            |            |            |            |
| | Partidul Național Liberal                   | 1          |            |            |            |            |            |            |
| | Partidul România Mare                       | 1          |            |            |            |            |            |            |
| | Partidul Național Țărănesc Creștin Democrat | 1          |            |            |            |            |            |            |

## Demografie
Componența etnică a comunei Dumbrava
     Români (77,11%)
     Maghiari (16,6%)
     Alte etnii (0,76%)
     Necunoscută (5,53%)
Componența confesională a comunei Dumbrava
     Ortodocși (63,61%)
     Reformați (13,85%)
     Penticostali (8,96%)
     Baptiști (3,18%)
     Martori ai lui Iehova (2,79%)
     Alte religii (1,95%)
     Necunoscută (5,65%)
Conform recensământului efectuat în 2021, populația comunei Dumbrava se ridică la 2.512 locuitori, în scădere față de recensământul anterior din 2011, când fuseseră înregistrați 2.659 de locuitori. Majoritatea locuitorilor sunt români (77,11%), cu o minoritate de maghiari (16,6%), iar pentru 5,53% nu se cunoaște apartenența etnică. Din punct de vedere confesional, majoritatea locuitorilor sunt ortodocși (63,61%), cu minorități de reformați (13,85%), penticostali (8,96%), baptiști (3,18%) și martori ai lui Iehova (2,79%), iar pentru 5,65% nu se cunoaște apartenența confesională.

## Înfrățiri și asocieri cu alte localități
| Înfrățiri cu alte localități: - Vésztő - Makó - Nagydorog - Tiszasziget - Totovo Selo | Asocieri cu alte localități: - Szekszárd |